# Mugen Souls Z
 (novembre 2018).
Si vous disposez d'ouvrages ou d'articles de référence ou si vous connaissez des sites web de qualité traitant du thème abordé ici, merci de compléter l'article en donnant les références utiles à sa vérifiabilité et en les liant à la section « Notes et références ».
Mugen Souls Z est un jeu vidéo de rôle développé par la société japonaise Compile Heart sorti le 25 avril 2013 au Japon sur PlayStation 3 et annoncé le 20 mai 2014 pour une sortie aux États-Unis.

## Série
1. Mugen Souls : 2012, PlayStation 3
2. Mugen Souls Z